# Hungry (Dotan)
Hungry è un singolo del cantante olandese Dotan, pubblicato il 10 febbraio 2015, terzo estratto dall'album 7 Layers.

## Tracce
1. Hungry – 3:29

## Classifiche
| Classifica (2015) | Posizione massima |
| ----------------- | ----------------- |
| Belgio (Fiandre)  | 5                 |
| Belgio (Vallonia) | 70                |
| Paesi Bassi       | 24                |